# شخصیت دوره‌ای

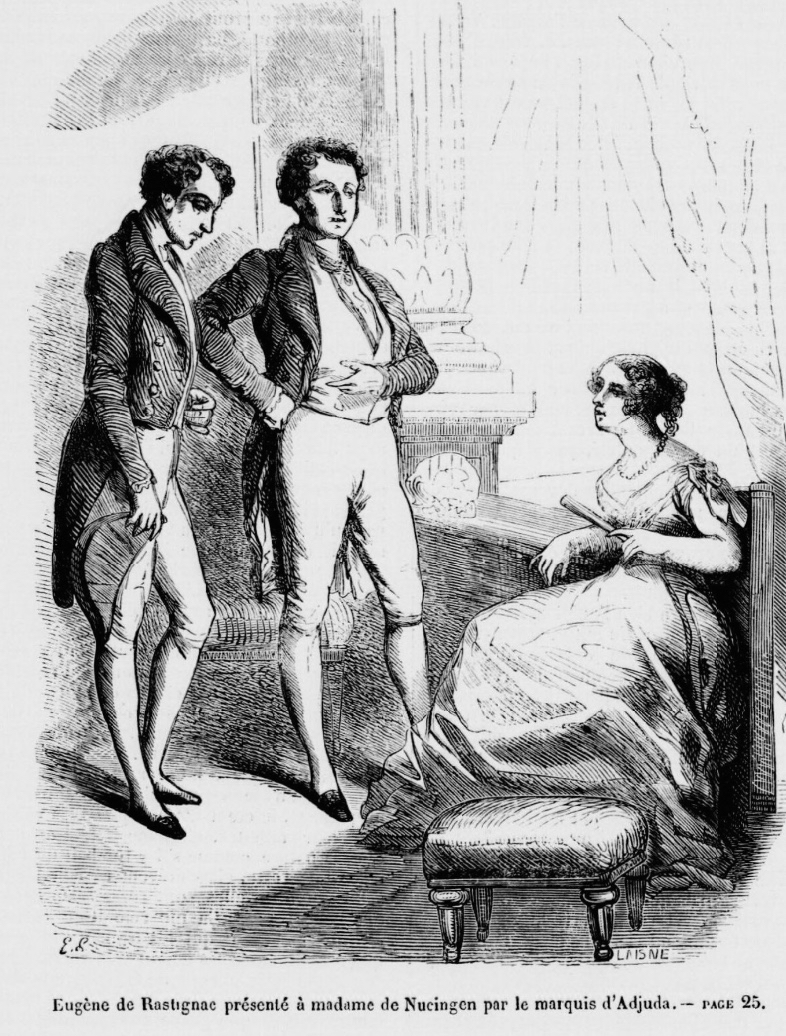
رمان: Le Père Goriot، اثر بالزاک

یک شخصیت دوره‌ای یا شخصیت مکرر، یک شخصیت خیالی است، که اغلب در طول اجرای یک سریال تلویزیونی ساعات پربیننده ، گاه به گاه ظاهر می‌شود. شخصیت‌های مکرر اغلب در بیش از یک قسمت نقش‌های اصلی را بازی می‌کنند، که گاهی تمرکز اصلی آن است. آنها ممکن است در تضاد با شخصیت‌های «اصلی» باشند، که به‌طور معمول در کل یا بیشتر قسمت‌های یک سریال ظاهر می‌شوند. شخصیت‌های دوره‌ای کمتر از حالت عادی اما بیشتر از شخصیت‌های مهمان ظاهر می‌شوند، که ممکن است فقط در یک یا دو قسمت ظاهر شوند بدون اینکه مخاطب انتظار بازگشت آنها را داشته باشد.
شخصیت‌های دوره‌ای گاهی به عنوان یک بازیگر مهمان در یک قسمت ظاهر می‌شوند، که در قسمت‌های بعدی مجدداً سر و کله‌شان پیدا می‌شود زیرا سازندگان یا مخاطبان، بازیگران یا خطوط داستانی را پیدا کرده‌اند که به اندازه کافی مجبور به بررسی مجدد هستند. گاهی شخصیت‌های دوره‌ای در نهایت تبدیل به بخشی از بازیگران اصلی می‌شوند. چنین کاری را گاهی یک شخصیت شکنی می‌نامند. برخی از نمونه‌های بارز شخصیت‌های اصلی که در ابتدا شخصیت‌های تکراری بودند عبارتند از: الی گلد در همسر خوب؛ لئو چینگ ویک در نمایش دهه ۷۰؛ فرشته و آز در بافی قاتل خون‌آشام‌ها؛ مارک سنت جیمز در بتی بی‌ریخته؛ ونسا آبرامز در دختر سخن‌چین؛ زاک آلن در بببی لان فایو؛ استیو اورکل در مسائل خانوادگی؛ دونا ماس در بال غربی؛ و فلیسیتی اسموک در کماندار هستند.
در موارد دیگر، از شخصیت‌های دوره‌ای سریال‌های مشتق ساخته می‌شود، مانند دکتر فریزر کرین که در ابتدا شخصیتی دوره‌ای در چیرز بود. کلسی گرامر به همراه بازیگر دوره‌ای جان راتزنبرگر برای هفت قسمت استخدام شدند تا به ترتیب فریزر کرین و کلیف کلوین بازی کنند. کلیف در طول فصل ۱۹۸۲–۱۹۸۳ و فریزر در فصل ۱۹۸۴–۱۹۸۵ به‌طور دوره‌ای ظاهر شدند. هر دو بازیگر جزو بازیگران اصلی شدند و کرین پس از پایان چیرز در سریال خودش حضورش را ادامه داد.
در برنامه‌های کمدی طرح، شخصیت‌های دوره‌ای معمولاً یک اصلی هستند. به عنوان مثال، در سریال کمدی طرح نمایش شما از نمایش‌ها، سید سیزر به‌طور مکرر این مفهوم را توضیح می‌داد:
همان‌طور که ما در حال ساختن و تکامل کمدی طرحمان بودیم، ما به دنبال انواع جدیدی از طرح‌هایی می‌شویم که دارای پا (نه پاهای کاترپیلار) باشند. ما ایده تکرار شخصیت‌ها و مضامین را دوست داشتیم. این به ما چیزی داد که بتوانیم با آن شروع کنیم و چیزی که مخاطب بتواند با آن ارتباط برقرار کند.— سید سزیر، ساعات سزیر: زندگی ام، همراه با عشق و خنده
معمولاً آنها در طرح خود ظاهر می‌شوند و خود طرح نیز می‌تواند به یک قسمت منظم از نمایش تبدیل شود. برخی از نمونه‌های قابل توجه شامل بانوی کلیسا و هانس و فرانز از پخش زنده شنبه شب، گرامبی‌ها از سیرک پرنده مانتی پایتان و باب و داگ مک کنزی از تلویزیون شهر دوم هستند. با این حال، شخصیت‌ها همیشه محدود به طرح‌های خاص خود نیستند. بعضی اوقات، شخصیت‌های یک طرح دوره‌ای در طرح‌های دیگر ظاهر می‌شوند، یا در برنامه‌های تلویزیونی مختص به خودشان ظاهر می‌شوند. به عنوان مثال، وقتی که نمایش کارول برنت نشان داده شد، شخصیت اصلی یک طرح تکراری مشهور به نام خانواده، تلما «ماما» هارپر لغو شد، در مجموعه تلویزیونی مختص به خودش به نام خانواده ماما ظاهر شد. همچنین، شخصیت‌های دوره‌ای در نمایش‌های کمدی طرح می‌تواند در انتها باعث شود که فیلم‌های خاص خود را داشته باشند. این امر به ویژه در مورد پخش زنده شنبه شب که شخصیت‌های دوره‌ای زیادی داشته‌اند که دارای فیلم شده‌اند شامل استوارت اسملی، وین و گارت از دنیای وین برادران آبی و شیفته زن‌ها می‌شود، صدق می‌کند. شخصیت‌های دوره‌ای حتی ممکن است مدت‌ها بعد از نقش آفرینی بازیگرانی که آنها را بازی کرده، بازیگران دیگر را نقش‌هایشان را تکرار کنند، مثلاً شخصیت مری کاترین گالاگر توسط مولی شانون وقتی که میزبان پخش زنده شنبه شب در ۲۰۰۷ بود، شش سال بعد از ترک بازیگرش، دوباره نقش آفرینی شد. گاهی یک شخصیت دوره‌ای از یک نمایش در یک نمایش دیگر ظاهر می‌شود، مانند زمانی که دیو توماس و ریک مورانیس میزبان پخش زنده شنبه شب در سال ۱۹۸۳ بودند و باب و داگ مک کنزی از تلویزیون شهر دوم را نقش آفرینی کردند، یا وقتی که امیلی لیتلا (نقش آفرینی توسط گیلدا رادنر) از پخش زنده شنبه شب در نمایش ماپت‌ها در ۱۹۷۸ حضور یافت. شخصیت ساشا بارون کوهن، علی جی، نمونه دیگری است که اولین حضورش در مجموعه کانال چهار به نام برنامه یازده شب بود. این شخصیت چنان موفقیت بزرگی داشت که کوهن با کنسل شدن این شو، یک مجموعه تلویزیونی را ازآن خود کرد.
شخصیت‌های دوره‌ای محدود به تلویزیون نمی‌شوند. در اوایل قرن بیستم، ستردی ایونینگ پست غالباً شخصیتهای دوره‌ای در هنرهای جلد خود، مانند کودک سال نو داشت. اشمو یک شخصیت دوره‌ای در کمیک استریپ لیل ابنر بود که سرانجام در سریال کارتونی تلویزیونی فرد و بارنی با اشمو ملاقات می‌کنند و اشموی جدید ظاهر شد. مجموعه رمان‌های شرلوک هولمز اثر آرتور کانن دویل شخصیت‌های دوره‌ای معروفی همچون بازرس لستراد و خانم هادسون را معرفی کرد.
در سریال‌های آبکی روزانه آمریکایی، شخصیت‌های دوره‌ای از بازیگرانی هستند که قرارداد ندارند. آنها موظف به ایفای نقش نیستند و هیچ ضمانتی برای کار ندارند. بازیگرانی که در وضعیت دوره‌ای هستند به عنوان بازیگران روز استفاده می‌شود.